# Copa América 2004
La Copa América 2004 fue la cuadragésima primera edición del torneo principal de selecciones de fútbol organizado por la Confederación Sudamericana de Fútbol. Esta versión del torneo se realizó en Perú, entre el 6 de julio y el 25 de julio de 2004. Compitieron las selecciones de fútbol de Argentina (que regresó tras ausentarse en la edición anterior), Bolivia, Brasil, Chile, Costa Rica, Ecuador, Colombia, México, Paraguay, Perú, Uruguay y Venezuela.
La competición fue ganada por la selección de Brasil, quién le ganó por 4-2 en los penaltis a Argentina tras empatar 2-2 en el tiempo reglamentario. Los países ajenos a la Conmebol que fueron invitados a participar en esta ocasión fueron Costa Rica y México. Arturo Woodman fue el principal encargado de la organización.
El campeón Brasil que también era el campeón mundial vigente clasificó a la Copa FIFA Confederaciones 2005, junto con el subcampeón Argentina.

## Árbitros
- Márcio Rezende
- Héctor Baldassi
- Pedro Ramos
- Rubén Selman
- William Mattus
- Marco Antonio Rodríguez
- Gilberto Hidalgo
- Carlos Amarilla
- Gustavo Brand
- Eduardo Lecca
- Óscar Ruiz
- Gustavo Méndez
- René Ortubé

## Equipos participantes
En la presente tabla están los equipos participantes del torneo
| Equipos participantes | Equipos participantes | Equipos participantes | Equipos participantes |
| --------------------- | --------------------- | --------------------- | --------------------- |
| Argentina             | Chile                 | Ecuador               | Perú                  |
| Bolivia               | Colombia              | México                | Uruguay               |
| Brasil                | Costa Rica            | Paraguay              | Venezuela             |

## Sedes
| Arequipa                                          | Arequipa                                          | Arequipa                                          | Chiclayo                                          | Chiclayo                                          | Chiclayo                                          | Cusco                                             | Cusco                                             | Cusco                                             | Lima                     | Lima                     | Lima                     |       |
| ------------------------------------------------- | ------------------------------------------------- | ------------------------------------------------- | ------------------------------------------------- | ------------------------------------------------- | ------------------------------------------------- | ------------------------------------------------- | ------------------------------------------------- | ------------------------------------------------- | ------------------------ | ------------------------ | ------------------------ | ----- |
| Estadio Universidad Nacional San Agustín          | Estadio Universidad Nacional San Agustín          | Estadio Universidad Nacional San Agustín          | Estadio Elías Aguirre                             | Estadio Elías Aguirre                             | Estadio Elías Aguirre                             | Estadio Inca Garcilaso de la Vega                 | Estadio Inca Garcilaso de la Vega                 | Estadio Inca Garcilaso de la Vega                 | Estadio Nacional de Perú | Estadio Nacional de Perú | Estadio Nacional de Perú |       |
| Capacidad: 40 370                                 | Capacidad: 40 370                                 | Capacidad: 40 370                                 | Capacidad: 23 500                                 | Capacidad: 23 500                                 | Capacidad: 23 500                                 | Capacidad: 42 056                                 | Capacidad: 42 056                                 | Capacidad: 42 056                                 | Capacidad: 43 086        | Capacidad: 43 086        | Capacidad: 43 086        |       |
|                                                   |                                                   |                                                   |                                                   |                                                   |                                                   |                                                   |                                                   |                                                   |                          |                          |                          |       |
| Arequipa Chiclayo Cusco Lima Piura Tacna Trujillo | Arequipa Chiclayo Cusco Lima Piura Tacna Trujillo | Arequipa Chiclayo Cusco Lima Piura Tacna Trujillo | Arequipa Chiclayo Cusco Lima Piura Tacna Trujillo | Arequipa Chiclayo Cusco Lima Piura Tacna Trujillo | Arequipa Chiclayo Cusco Lima Piura Tacna Trujillo | Arequipa Chiclayo Cusco Lima Piura Tacna Trujillo | Arequipa Chiclayo Cusco Lima Piura Tacna Trujillo | Arequipa Chiclayo Cusco Lima Piura Tacna Trujillo | Piura                    | Piura                    | Piura                    | Piura |
| Arequipa Chiclayo Cusco Lima Piura Tacna Trujillo | Arequipa Chiclayo Cusco Lima Piura Tacna Trujillo | Arequipa Chiclayo Cusco Lima Piura Tacna Trujillo | Arequipa Chiclayo Cusco Lima Piura Tacna Trujillo | Arequipa Chiclayo Cusco Lima Piura Tacna Trujillo | Arequipa Chiclayo Cusco Lima Piura Tacna Trujillo | Arequipa Chiclayo Cusco Lima Piura Tacna Trujillo | Arequipa Chiclayo Cusco Lima Piura Tacna Trujillo | Arequipa Chiclayo Cusco Lima Piura Tacna Trujillo | Estadio Miguel Grau      |                          |                          |       |
| Arequipa Chiclayo Cusco Lima Piura Tacna Trujillo | Arequipa Chiclayo Cusco Lima Piura Tacna Trujillo | Arequipa Chiclayo Cusco Lima Piura Tacna Trujillo | Arequipa Chiclayo Cusco Lima Piura Tacna Trujillo | Arequipa Chiclayo Cusco Lima Piura Tacna Trujillo | Arequipa Chiclayo Cusco Lima Piura Tacna Trujillo | Arequipa Chiclayo Cusco Lima Piura Tacna Trujillo | Arequipa Chiclayo Cusco Lima Piura Tacna Trujillo | Arequipa Chiclayo Cusco Lima Piura Tacna Trujillo | Capacidad: 25 000        |                          |                          |       |
| Arequipa Chiclayo Cusco Lima Piura Tacna Trujillo | Arequipa Chiclayo Cusco Lima Piura Tacna Trujillo | Arequipa Chiclayo Cusco Lima Piura Tacna Trujillo | Arequipa Chiclayo Cusco Lima Piura Tacna Trujillo | Arequipa Chiclayo Cusco Lima Piura Tacna Trujillo | Arequipa Chiclayo Cusco Lima Piura Tacna Trujillo | Arequipa Chiclayo Cusco Lima Piura Tacna Trujillo | Arequipa Chiclayo Cusco Lima Piura Tacna Trujillo | Arequipa Chiclayo Cusco Lima Piura Tacna Trujillo |                          |                          |                          |       |
| Arequipa Chiclayo Cusco Lima Piura Tacna Trujillo | Arequipa Chiclayo Cusco Lima Piura Tacna Trujillo | Arequipa Chiclayo Cusco Lima Piura Tacna Trujillo | Arequipa Chiclayo Cusco Lima Piura Tacna Trujillo | Arequipa Chiclayo Cusco Lima Piura Tacna Trujillo | Arequipa Chiclayo Cusco Lima Piura Tacna Trujillo | Arequipa Chiclayo Cusco Lima Piura Tacna Trujillo | Arequipa Chiclayo Cusco Lima Piura Tacna Trujillo | Arequipa Chiclayo Cusco Lima Piura Tacna Trujillo | Tacna                    |                          |                          |       |
| Arequipa Chiclayo Cusco Lima Piura Tacna Trujillo | Arequipa Chiclayo Cusco Lima Piura Tacna Trujillo | Arequipa Chiclayo Cusco Lima Piura Tacna Trujillo | Arequipa Chiclayo Cusco Lima Piura Tacna Trujillo | Arequipa Chiclayo Cusco Lima Piura Tacna Trujillo | Arequipa Chiclayo Cusco Lima Piura Tacna Trujillo | Arequipa Chiclayo Cusco Lima Piura Tacna Trujillo | Arequipa Chiclayo Cusco Lima Piura Tacna Trujillo | Arequipa Chiclayo Cusco Lima Piura Tacna Trujillo | Estadio Jorge Basadre    |                          |                          |       |
| Arequipa Chiclayo Cusco Lima Piura Tacna Trujillo | Arequipa Chiclayo Cusco Lima Piura Tacna Trujillo | Arequipa Chiclayo Cusco Lima Piura Tacna Trujillo | Arequipa Chiclayo Cusco Lima Piura Tacna Trujillo | Arequipa Chiclayo Cusco Lima Piura Tacna Trujillo | Arequipa Chiclayo Cusco Lima Piura Tacna Trujillo | Arequipa Chiclayo Cusco Lima Piura Tacna Trujillo | Arequipa Chiclayo Cusco Lima Piura Tacna Trujillo | Arequipa Chiclayo Cusco Lima Piura Tacna Trujillo | Capacidad: 20 500        |                          |                          |       |
| Arequipa Chiclayo Cusco Lima Piura Tacna Trujillo | Arequipa Chiclayo Cusco Lima Piura Tacna Trujillo | Arequipa Chiclayo Cusco Lima Piura Tacna Trujillo | Arequipa Chiclayo Cusco Lima Piura Tacna Trujillo | Arequipa Chiclayo Cusco Lima Piura Tacna Trujillo | Arequipa Chiclayo Cusco Lima Piura Tacna Trujillo | Arequipa Chiclayo Cusco Lima Piura Tacna Trujillo | Arequipa Chiclayo Cusco Lima Piura Tacna Trujillo | Arequipa Chiclayo Cusco Lima Piura Tacna Trujillo |                          |                          |                          |       |
| Arequipa Chiclayo Cusco Lima Piura Tacna Trujillo | Arequipa Chiclayo Cusco Lima Piura Tacna Trujillo | Arequipa Chiclayo Cusco Lima Piura Tacna Trujillo | Arequipa Chiclayo Cusco Lima Piura Tacna Trujillo | Arequipa Chiclayo Cusco Lima Piura Tacna Trujillo | Arequipa Chiclayo Cusco Lima Piura Tacna Trujillo | Arequipa Chiclayo Cusco Lima Piura Tacna Trujillo | Arequipa Chiclayo Cusco Lima Piura Tacna Trujillo | Arequipa Chiclayo Cusco Lima Piura Tacna Trujillo | Trujillo                 |                          |                          |       |
| Arequipa Chiclayo Cusco Lima Piura Tacna Trujillo | Arequipa Chiclayo Cusco Lima Piura Tacna Trujillo | Arequipa Chiclayo Cusco Lima Piura Tacna Trujillo | Arequipa Chiclayo Cusco Lima Piura Tacna Trujillo | Arequipa Chiclayo Cusco Lima Piura Tacna Trujillo | Arequipa Chiclayo Cusco Lima Piura Tacna Trujillo | Arequipa Chiclayo Cusco Lima Piura Tacna Trujillo | Arequipa Chiclayo Cusco Lima Piura Tacna Trujillo | Arequipa Chiclayo Cusco Lima Piura Tacna Trujillo | Estadio Mansiche         |                          |                          |       |
| Arequipa Chiclayo Cusco Lima Piura Tacna Trujillo | Arequipa Chiclayo Cusco Lima Piura Tacna Trujillo | Arequipa Chiclayo Cusco Lima Piura Tacna Trujillo | Arequipa Chiclayo Cusco Lima Piura Tacna Trujillo | Arequipa Chiclayo Cusco Lima Piura Tacna Trujillo | Arequipa Chiclayo Cusco Lima Piura Tacna Trujillo | Arequipa Chiclayo Cusco Lima Piura Tacna Trujillo | Arequipa Chiclayo Cusco Lima Piura Tacna Trujillo | Arequipa Chiclayo Cusco Lima Piura Tacna Trujillo | Capacidad: 25 000        |                          |                          |       |
| Arequipa Chiclayo Cusco Lima Piura Tacna Trujillo | Arequipa Chiclayo Cusco Lima Piura Tacna Trujillo | Arequipa Chiclayo Cusco Lima Piura Tacna Trujillo | Arequipa Chiclayo Cusco Lima Piura Tacna Trujillo | Arequipa Chiclayo Cusco Lima Piura Tacna Trujillo | Arequipa Chiclayo Cusco Lima Piura Tacna Trujillo | Arequipa Chiclayo Cusco Lima Piura Tacna Trujillo | Arequipa Chiclayo Cusco Lima Piura Tacna Trujillo | Arequipa Chiclayo Cusco Lima Piura Tacna Trujillo |                          |                          |                          |       |

| Ciudad   | Estadio                                  | Capacidad |
| -------- | ---------------------------------------- | --------- |
| Arequipa | Estadio Universidad Nacional San Agustín | 40 370    |
| Chiclayo | Estadio Elías Aguirre                    | 23 500    |
| Cusco    | Estadio Inca Garcilaso de la Vega        | 42 000    |
| Lima     | Estadio Nacional                         | 43 086    |
| Piura    | Estadio Miguel Grau                      | 25 000    |
| Tacna    | Estadio Jorge Basadre                    | 20 500    |
| Trujillo | Estadio Mansiche                         | 25 000    |

### Exigencias de la FIFA
- ( 7 estadios en total):

- 2 estadios con capacidad mínima de 20.000 personas para la primera fase.
- 2 estadios con capacidad mínima de 25.000 personas para la primera fase y cuartos de final.
- 3 estadios con capacidad mínima de 40.000 personas para el partido inaugural y la final. También para primera fase, semifinal y Tercer puesto.

- Aeropuertos con capacidad para el aterrizaje de aviones de reacción en todas las sedes.
- Una red de carreteras que permitiera el fácil desplazamiento de la afición.

### Cantidad de juegos por estadio y ciudad
| Ciudad   | Estadio                           | Partidos |
| -------- | --------------------------------- | -------- |
| Lima     | Estadio Nacional                  | 7        |
| Arequipa | Monumental de la UNSA             | 5        |
| Chiclayo | Estadio Elías Aguirre             | 5        |
| Trujillo | Estadio Mansiche                  | 3        |
| Piura    | Estadio Miguel Grau               | 3        |
| Tacna    | Estadio Jorge Basadre             | 2        |
| Cuzco    | Estadio Inca Garcilaso de la Vega | 1        |

## Primera fase

### Grupo A
| Selección | Pts. | PJ | PG | PE | PP | GF | GC | Dif. |
| --------- | ---- | -- | -- | -- | -- | -- | -- | ---- |
| Colombia  | 7    | 3  | 2  | 1  | 0  | 4  | 2  | +2   |
| Perú      | 5    | 3  | 1  | 2  | 0  | 7  | 5  | +2   |
| Bolivia   | 2    | 3  | 0  | 2  | 1  | 3  | 4  | -1   |
| Venezuela | 1    | 3  | 0  | 1  | 2  | 2  | 5  | –3   |

| 6 de julio de 2004 | Colombia          | 1:0 (1:0) | Venezuela | Estadio Nacional, Lima                                              |                                                                     |
|                    | Moreno 21' (pen.) |           |           | Asistencia: 45 000 espectadores Árbitro(s): Márcio Rezende (Brasil) | Asistencia: 45 000 espectadores Árbitro(s): Márcio Rezende (Brasil) |

| 6 de julio de 2004 | Perú                              | 2:2 (0:1) | Bolivia                  | Estadio Nacional, Lima                                                  |                                                                         |
|                    | Pizarro 67' (pen.) · Palacios 86' |           | 35' Botero · 57' Álvarez | Asistencia: 45 000 espectadores Árbitro(s): Héctor Baldassi (Argentina) | Asistencia: 45 000 espectadores Árbitro(s): Héctor Baldassi (Argentina) |

| 9 de julio de 2004 | Colombia  | 1:0 (0:0) | Bolivia | Estadio Nacional, Lima                                            |                                                                   |
|                    | Perea 90' |           |         | Asistencia: 35 000 espectadores Árbitro(s): Pedro Ramos (Ecuador) | Asistencia: 35 000 espectadores Árbitro(s): Pedro Ramos (Ecuador) |

| 9 de julio de 2004 | Perú                                   | 3:1 (1:0) | Venezuela     | Estadio Nacional, Lima                                           |                                                                  |
|                    | Farfán 34' · Solano 62' · Acasiete 72' |           | 74' Margiotta | Asistencia: 43 000 espectadores Árbitro(s): Rubén Selmán (Chile) | Asistencia: 43 000 espectadores Árbitro(s): Rubén Selmán (Chile) |

| 12 de julio de 2004 | Venezuela | 1:1 (1:1) | Bolivia     | Estadio Mansiche, Trujillo                                              |                                                                         |
|                     | Morán 27' |           | 32' Galindo | Asistencia: 25 000 espectadores Árbitro(s): William Mattus (Costa Rica) | Asistencia: 25 000 espectadores Árbitro(s): William Mattus (Costa Rica) |

| 12 de julio de 2004 | Perú                          | 2:2 (0:1) | Colombia                | Estadio Mansiche, Trujillo                                                   |                                                                              |
|                     | Solano 58' (TL) · Maestri 60' |           | 33' Congo · 54' Aguilar | Asistencia: 27 000 espectadores Árbitro(s): Marco Antonio Rodríguez (México) | Asistencia: 27 000 espectadores Árbitro(s): Marco Antonio Rodríguez (México) |

### Grupo B
| Selección | Pts. | PJ | PG | PE | PP | GF | GC | Dif. |
| --------- | ---- | -- | -- | -- | -- | -- | -- | ---- |
| México    | 7    | 3  | 2  | 1  | 0  | 5  | 3  | +2   |
| Argentina | 6    | 3  | 2  | 0  | 1  | 10 | 4  | +6   |
| Uruguay   | 4    | 3  | 1  | 1  | 1  | 6  | 7  | –1   |
| Ecuador   | 0    | 3  | 0  | 0  | 3  | 3  | 10 | –7   |

| 7 de julio de 2004 | Uruguay                 | 2:2 (1:1) | México                 | Estadio Elías Aguirre, Chiclayo     |                                     |
|                    | Bueno 43' · Montero 87' |           | 45' Osorio · 69' Pardo | Árbitro(s): Gilberto Hidalgo (Perú) | Árbitro(s): Gilberto Hidalgo (Perú) |

| 7 de julio de 2004 | Argentina                                                                          | 6:1 (1:0) | Ecuador     | Estadio Elías Aguirre, Chiclayo                                        |                                                                        |
|                    | C. González 5' (pen.) · Saviola 64', 74', 79' · D'Alessandro 84' · L. González 90' |           | 62' Delgado | Asistencia: 24 000 espectadores Árbitro(s): Carlos Amarilla (Paraguay) | Asistencia: 24 000 espectadores Árbitro(s): Carlos Amarilla (Paraguay) |

| 10 de julio de 2004 | Uruguay                | 2:1 (0:0) | Ecuador   | Estadio Elías Aguirre, Chiclayo                                       |                                                                       |
|                     | Forlán 61' · Bueno 78' |           | 73' Salas | Asistencia: 25 000 espectadores Árbitro(s): Gustavo Brank (Venezuela) | Asistencia: 25 000 espectadores Árbitro(s): Gustavo Brank (Venezuela) |

| 10 de julio de 2004 | México          | 1:0 (1:0) | Argentina | Estadio Elías Aguirre, Chiclayo                                     |                                                                     |
|                     | Morales 9' (TL) |           |           | Asistencia: 25 000 espectadores Árbitro(s): Márcio Rezende (Brasil) | Asistencia: 25 000 espectadores Árbitro(s): Márcio Rezende (Brasil) |

| 13 de julio de 2004 | México                               | 2:1 (2:0) | Ecuador     | Estadio Miguel Grau, Piura                                       |                                                                  |
|                     | Altamirano 26' (pen.) · Bautista 42' |           | 71' Delgado | Asistencia: 21 000 espectadores Árbitro(s): Eduardo Lecca (Perú) | Asistencia: 21 000 espectadores Árbitro(s): Eduardo Lecca (Perú) |

| 13 de julio de 2004                                     | Argentina                                              | 4:2 (2:2) | Uruguay                     | Estadio Miguel Grau, Piura                                       |                                                                  |
|                                                         | C. González 20' (pen.) · Figueroa 21', 90' · Ayala 80' |           | 8' Estoyanoff · 39' Sánchez | Asistencia: 24 000 espectadores Árbitro(s): Rubén Selman (Chile) | Asistencia: 24 000 espectadores Árbitro(s): Rubén Selman (Chile) |
| Argentina y Uruguay jugaron con sus uniformes alternos. |                                                        |           |                             |                                                                  |                                                                  |

### Grupo C
| Selección  | Pts. | PJ | PG | PE | PP | GF | GC | Dif. |
| ---------- | ---- | -- | -- | -- | -- | -- | -- | ---- |
| Paraguay   | 7    | 3  | 2  | 1  | 0  | 4  | 2  | +2   |
| Brasil     | 6    | 3  | 2  | 0  | 1  | 6  | 3  | +3   |
| Costa Rica | 3    | 3  | 1  | 0  | 2  | 3  | 6  | –3   |
| Chile      | 1    | 3  | 0  | 1  | 2  | 2  | 4  | –2   |

| 8 de julio de 2004 | Paraguay              | 1:0 (0:0) | Costa Rica | Estadio de la UNSA, Arequipa                                      |                                                                   |
|                    | Dos Santos 86' (pen.) |           |            | Asistencia: 30 000 espectadores Árbitro(s): Óscar Ruiz (Colombia) | Asistencia: 30 000 espectadores Árbitro(s): Óscar Ruiz (Colombia) |

| 8 de julio de 2004 | Brasil           | 1:0 (0:0) | Chile | Estadio de la UNSA, Arequipa                                                 |                                                                              |
|                    | Luís Fabiano 90' |           |       | Asistencia: 30 000 espectadores Árbitro(s): Marco Antonio Rodríguez (México) | Asistencia: 30 000 espectadores Árbitro(s): Marco Antonio Rodríguez (México) |

| 11 de julio de 2004 | Brasil                           | 4:1 (1:0) | Costa Rica | Estadio de la UNSA, Arequipa                                            |                                                                         |
|                     | Adriano 45', 54', 68' · Juan 49' |           | 81' Marín  | Asistencia: 12 000 espectadores Árbitro(s): Héctor Baldassi (Argentina) | Asistencia: 12 000 espectadores Árbitro(s): Héctor Baldassi (Argentina) |

| 11 de julio de 2004 | Paraguay      | 1:1 (0:0) | Chile        | Estadio de la UNSA, Arequipa                                         |                                                                      |
|                     | Cristaldo 79' |           | 71' González | Asistencia: 15 000 espectadores Árbitro(s): Gustavo Méndez (Uruguay) | Asistencia: 15 000 espectadores Árbitro(s): Gustavo Méndez (Uruguay) |

| 14 de julio de 2004 | Chile      | 1:2 (1:0) | Costa Rica              | Estadio Jorge Basadre, Tacna                                      |                                                                   |
|                     | Olarra 40' |           | 59' Wright · 90' Herrón | Asistencia: 20 000 espectadores Árbitro(s): René Ortube (Bolivia) | Asistencia: 20 000 espectadores Árbitro(s): René Ortube (Bolivia) |

| 14 de julio de 2004 | Brasil           | 1:2 (1:1) | Paraguay                      | Estadio de la UNSA, Arequipa                                      |                                                                   |
|                     | Luís Fabiano 35' |           | 29' J. González · 71' Bareiro | Asistencia: 8000 espectadores Árbitro(s): Gilberto Hidalgo (Perú) | Asistencia: 8000 espectadores Árbitro(s): Gilberto Hidalgo (Perú) |

### Mejores terceros puestos
Los dos mejores de los terceros puestos avanzan a la segunda ronda.
| Selección  | Gr. | Pts. | PJ | PG | PE | PP | GF | GC | Dif. |
| ---------- | --- | ---- | -- | -- | -- | -- | -- | -- | ---- |
| Uruguay    | B   | 4    | 3  | 1  | 1  | 1  | 6  | 7  | –1   |
| Costa Rica | C   | 3    | 3  | 1  | 0  | 2  | 3  | 6  | –3   |
| Bolivia    | A   | 2    | 3  | 0  | 2  | 1  | 3  | 4  | –1   |

## Segunda fase

### Cuadro general
|  | Cuartos de final       | Cuartos de final   |                     |       | Semifinales                  | Semifinales                  |  |  | Final | Final |
|  |                        |                    |                     |       |                              |                              |  |  |       |       |
|  | 17 de julio - Chiclayo |                    |                     |       |                              |                              |  |  |       |       |
|  |                        |                    |                     |       |                              |                              |  |  |       |       |
|  | Perú                   | 0                  |                     |       |                              |                              |  |  |       |       |
|  | Perú                   | 0                  | 20 de julio - Lima  |       |                              |                              |  |  |       |       |
|  | Argentina              | 1                  |                     |       |                              |                              |  |  |       |       |
|  | Argentina              | 1                  | Argentina           | 3     |                              |                              |  |  |       |       |
|  | 17 de julio - Trujillo |                    | Argentina           | 3     |                              |                              |  |  |       |       |
|  |                        | Colombia           | 0                   |       |                              |                              |  |  |       |       |
|  | Colombia               | Colombia           | 0                   | 2     |                              |                              |  |  |       |       |
|  | Colombia               |                    | 25 de julio - Lima  | 2     |                              |                              |  |  |       |       |
|  | Costa Rica             | 0                  |                     |       |                              |                              |  |  |       |       |
|  | Costa Rica             | 0                  | Argentina           | 2 (2) |                              |                              |  |  |       |       |
|  | 18 de julio - Tacna    |                    | Argentina           | 2 (2) |                              |                              |  |  |       |       |
|  |                        | Brasil (p.)        | 2 (4)               |       |                              |                              |  |  |       |       |
|  | Paraguay               | Brasil (p.)        | 2 (4)               | 1     |                              |                              |  |  |       |       |
|  | Paraguay               | 21 de julio - Lima |                     | 1     |                              |                              |  |  |       |       |
|  | Uruguay                | 3                  |                     |       |                              |                              |  |  |       |       |
|  | Uruguay                | 3                  | Uruguay             | 1 (3) |                              |                              |  |  |       |       |
|  | 18 de julio - Piura    |                    | Uruguay             | 1 (3) |                              |                              |  |  |       |       |
|  |                        | Brasil (p.)        | 1 (5)               |       | Partido por el tercer puesto | Partido por el tercer puesto |  |  |       |       |
|  | México                 | Brasil (p.)        | 1 (5)               | 0     | Partido por el tercer puesto | Partido por el tercer puesto |  |  |       |       |
|  | México                 |                    | 24 de julio - Cuzco | 0     |                              |                              |  |  |       |       |
|  | Brasil                 | 4                  |                     |       |                              |                              |  |  |       |       |
|  | Brasil                 | 4                  | Colombia            | 1     |                              |                              |  |  |       |       |
|  |                        |                    |                     |       |                              |                              |  |  |       |       |
|  | Uruguay                | 2                  |                     |       |                              |                              |  |  |       |       |
|  | Uruguay                | 2                  |                     |       |                              |                              |  |  |       |       |

### Cuartos de final
| 17 de julio de 2004 | Perú | 0:1 (0:0) | Argentina      | Estadio Elías Aguirre, Chiclayo                                        |                                                                        |
|                     |      |           | 61' (TL) Tévez | Asistencia: 26 500 espectadores Árbitro(s): Carlos Amarilla (Paraguay) | Asistencia: 26 500 espectadores Árbitro(s): Carlos Amarilla (Paraguay) |

| 17 de julio de 2004 | Colombia                        | 2:0 (2:0) | Costa Rica | Estadio Mansiche, Trujillo                                           |                                                                      |
|                     | Aguilar 41' · Moreno 45' (pen.) |           |            | Asistencia: 18 000 espectadores Árbitro(s): Gustavo Méndez (Uruguay) | Asistencia: 18 000 espectadores Árbitro(s): Gustavo Méndez (Uruguay) |

| 18 de julio de 2004 | Paraguay    | 1:3 (1:1) | Uruguay                           | Estadio Jorge Basadre, Tacna                                            |                                                                         |
|                     | Gamarra 16' |           | 40' (pen.) Bueno · 66', 89' Silva | Asistencia: 20 000 espectadores Árbitro(s): Héctor Baldassi (Argentina) | Asistencia: 20 000 espectadores Árbitro(s): Héctor Baldassi (Argentina) |

| 18 de julio de 2004 | México | 0:4 (0:1) | Brasil                                            | Estadio Miguel Grau, Piura                                        |                                                                   |
|                     |        |           | 26' (pen.) Alex · 65', 78' Adriano · 87' Oliveira | Asistencia: 22 000 espectadores Árbitro(s): Óscar Ruiz (Colombia) | Asistencia: 22 000 espectadores Árbitro(s): Óscar Ruiz (Colombia) |

### Semifinales
| 20 de julio de 2004 | Argentina                                    | 3:0 (1:0) | Colombia | Estadio Nacional, Lima                                              |                                                                     |
|                     | Tévez 23' (TL) · L. González 51' · Sorín 80' |           |          | Asistencia: 42 000 espectadores Árbitro(s): Gilberto Hidalgo (Perú) | Asistencia: 42 000 espectadores Árbitro(s): Gilberto Hidalgo (Perú) |

| 21 de julio de 2004 | Brasil                                          | 1:1 (0:1) (5:3 p.)         | Uruguay                         | Estadio Nacional, Lima                                                       |                                                                              |
|                     | Adriano 46'                                     |                            | 22' Sosa                        | Asistencia: 40 000 espectadores Árbitro(s): Marco Antonio Rodríguez (México) | Asistencia: 40 000 espectadores Árbitro(s): Marco Antonio Rodríguez (México) |
|                     |                                                 | Tiros desde el punto penal |                                 |                                                                              |                                                                              |
|                     | Luisão · Luís Fabiano · Adriano · Renato · Alex |                            | Silva · Viera · Pouso · Sánchez |                                                                              |                                                                              |

### Tercer lugar
| 24 de julio de 2004 | Colombia           | 1:2 (0:1) | Uruguay                     | Estadio Garcilaso, Cuzco                                          |                                                                   |
|                     | Herrera 71' (pen.) |           | 3' Estoyanoff · 81' Sánchez | Asistencia: 44 000 espectadores Árbitro(s): René Ortube (Bolivia) | Asistencia: 44 000 espectadores Árbitro(s): René Ortube (Bolivia) |

### Final
| 25 de julio de 2004, 15:30 (UTC-5) | Argentina                                   | 2:2 (1:1) (2:4 p.)         | Brasil                       | Estadio Nacional, Lima                                                 |                                                                        |
|                                    | C. González 20' (pen.) · C. Delgado 87'     |                            | 45' Luisão · 90+3' Adriano   | Asistencia: 42 000 espectadores Árbitro(s): Carlos Amarilla (Paraguay) | Asistencia: 42 000 espectadores Árbitro(s): Carlos Amarilla (Paraguay) |
|                                    |                                             | Tiros desde el punto penal |                              |                                                                        |                                                                        |
|                                    | D'Alessandro · Heinze · C. González · Sorín |                            | Adriano · Edu · Diego · Juan |                                                                        |                                                                        |

|                           |
| Bandera de Brasil         |
| Campeón Brasil 7.º título |

## Estadísticas
| Selección | Selección  | Pts. | PJ | PG | PE | PP | GF | GC | Dif. | Rend.  |
| --------- | ---------- | ---- | -- | -- | -- | -- | -- | -- | ---- | ------ |
| 1         | Brasil     | 11   | 6  | 3  | 2  | 1  | 13 | 6  | +7   | 61,1 % |
| 2         | Argentina  | 13   | 6  | 4  | 1  | 1  | 16 | 6  | +10  | 72,2 % |
| 3         | Uruguay    | 11   | 6  | 3  | 2  | 1  | 12 | 10 | +2   | 61,1 % |
| 4         | Colombia   | 10   | 6  | 3  | 1  | 2  | 7  | 7  | 0    | 55,5 % |
| 5         | Paraguay   | 7    | 4  | 2  | 1  | 1  | 5  | 5  | 0    | 58,3 % |
| 6         | México     | 7    | 4  | 2  | 1  | 1  | 5  | 7  | –2   | 58,3 % |
| 7         | Perú       | 5    | 4  | 1  | 2  | 1  | 7  | 6  | +1   | 41,7 % |
| 8         | Costa Rica | 3    | 4  | 1  | 0  | 3  | 3  | 8  | –5   | 25,0 % |
| 9         | Bolivia    | 2    | 3  | 0  | 2  | 1  | 3  | 4  | –1   | 30,2 % |
| 10        | Chile      | 1    | 3  | 0  | 1  | 2  | 2  | 4  | –2   | 11,1 % |
| 11        | Venezuela  | 1    | 3  | 0  | 1  | 2  | 2  | 5  | –3   | 11,1 % |
| 12        | Ecuador    | 0    | 3  | 0  | 0  | 3  | 3  | 10 | –7   | 0,0 %  |

## Goleadores

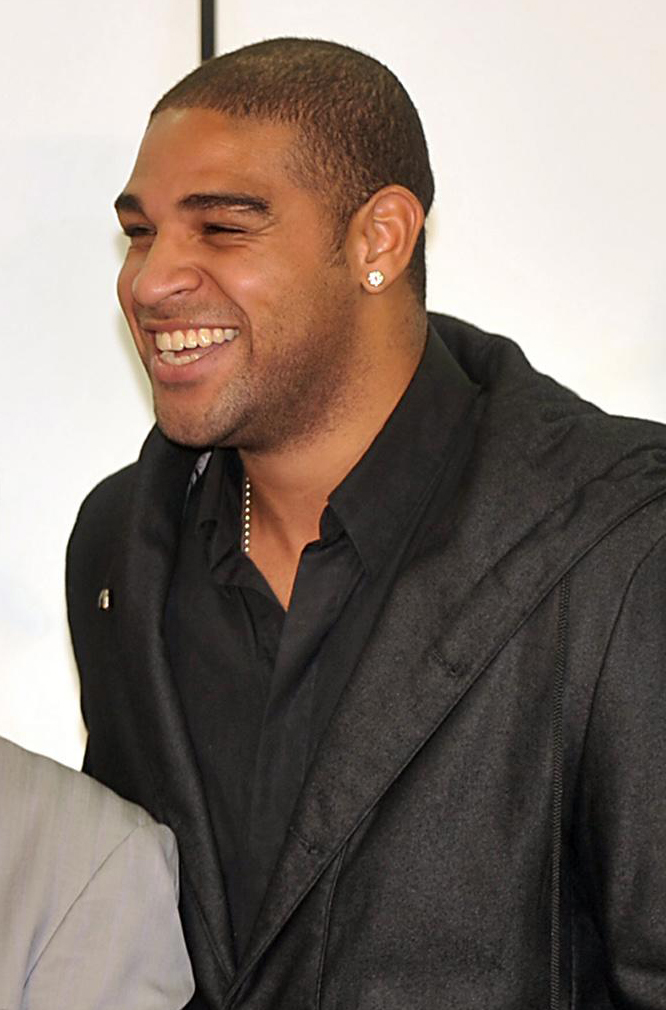
Adriano, goleador del torneo.

7 goles
- Adriano

3 goles
- Kily González
- Javier Saviola
- Carlos Bueno

2 goles
- Luciano Figueroa
- Lucho González
- Carlos Tevez
- Abel Aguilar
- Tressor Moreno
- Luís Fabiano
- Agustín Delgado
- Nolberto Solano
- Fabián Estoyanoff
- Vicente Sánchez
- Darío Silva

1 gol
- Roberto Ayala
- Andrés D'Alessandro
- César Delgado
- Juan Pablo Sorín
- Lorgio Álvarez
- Joaquín Botero
- Gonzalo Galindo
- Alex
- Juan
- Luisão
- Ricardo Oliveira
- Sebastián González
- Rafael Olarra
- Edwin Congo
- Sergio Herrera
- Edixon Perea
- Andy Herron
- Luis Marín
- Mauricio Wright
- Franklin Salas
- Héctor Altamirano
- Adolfo Bautista
- Ramón Morales
- Ricardo Osorio
- Pável Pardo
- Fredy Bareiro
- Ernesto Cristaldo
- Julio dos Santos
- Carlos Gamarra
- Julio González
- Santiago Acasiete
- Jefferson Farfán
- Flavio Maestri
- Roberto Palacios
- Claudio Pizarro
- Diego Forlán
- Paolo Montero
- Marcelo Sosa
- Massimo Margiotta
- Ruberth Morán

## Mejor jugador del torneo
- Adriano.[1]

## Clasificados a laCopa Confederaciones 2005
| Bandera de Brasil                                                               | Bandera de Argentina                         |
| Brasil Campeón del Mundial de Fútbol de 2002, y campeón de la Copa América 2004 | Argentina Subcampeón de la Copa América 2004 |